# Грађанска кућа у Ул. Тихомира Ђорђевића 24 у Алексинцу
Грађанска кућа у Ул. Тихомира Ђорђевића 24 је објекат који се налази у Алексинцу. Саграђена је пре 1912. године и представља непокретно културно добро као споменик културе Србије.

## Опште информације
Зграда се налази у оквиру централног градског језгра, саграђена је пре 1912. године као породична кућа за становање и има карактер градске виле. Састоји се од приземља и широког таванског простора, подрума у једном делу куће по дубини дворишта.
Распоред просторија одвија се око централног унутрашњег предсобља, које је у вези са застакљеним улазним тремом са источне стране, изведеним у дрвеној конструкцији, са декоративним елементима. У спољној архитектури долази до изражаја атрактивност композиције у целини, са кровом решеним на две воде, уз изражене калкане на делу уличне и дворишне фасаде.
Успелом архитектонском решењу доприносе и поједини елементи ентеријера, у првом реду врата, којима се из предсобља улази у просторије, изведена у техници ручне израде са резбарењем појединих површина и детаља. Објекат је вредан пажње не само са гледишта његове архитектуре просторно амбијенталних вредности у облику градске виле, већ као и сведочанство развоја занатства са остваривањем квалитетних уметничких обрада.